# Atractus indistinctus
Espèce
Atractus indistinctus  est une espèce de serpents de la famille des Dipsadidae.

## Répartition
Cette espèce est endémique du département de Norte de Santander en Colombie. 

## Publication originale
- Prado, "1939" 1940 : Notas ofiologicas. 4. Cinco especies novas de serpentes colombianas do genero Atractus Wagler. Memorias do Instituto Butantan, vol. 13, p. 15-24.